# دی‌اکسید زیرکونیوم
زیرکونیوم دی اکسید (به انگلیسی: Zirconium dioxide) که با نام زیرکونیا نیز شناخته می‌شود، یک اکسید سفید کریستالی از زیرکونیم است. بادلیت (Baddeleyite) با ساختار کریستالی مونوکلینیک، متداول‌ترین شکل آن در طبیعت است که بسیار نادر است. نوعی زیرکونیای آلایش شده با ساختاری مکعبی با نام زیرکونیای مکعبی (Cubic zirconia) در رنگ‌های مختلف به صورت مصنوعی تولید می‌شود که در زیورآلات به عنوان گوهر یا الماس بدلی استفاده می‌شود.